# Opsimus quadrilineatus
Opsimus quadrilineatus är en skalbaggsart som beskrevs av Mannerheim 1843. Opsimus quadrilineatus ingår i släktet Opsimus och familjen långhorningar.
Artens utbredningsområde är Alaska. Inga underarter finns listade i Catalogue of Life.